# Baurtregaun
Baurtregaun är ett berg i republiken Irland.   Det ligger i grevskapet Ciarraí och provinsen Munster, i den sydvästra delen av landet, 270 km sydväst om huvudstaden Dublin. Toppen på Baurtregaun är 851 meter över havet, eller 643 meter över den omgivande terrängen. Bredden vid basen är 12,9 km. Baurtregaun ingår i Slieve Mish Mountains.
Terrängen runt Baurtregaun är huvudsakligen kuperad, men norrut är den platt. Havet är nära Baurtregaun åt nordväst. Baurtregaun är den högsta punkten i trakten. Runt Baurtregaun är det ganska glesbefolkat, med 36 invånare per kvadratkilometer. Närmaste större samhälle är Tralee, 11,1 km nordost om Baurtregaun. Trakten runt Baurtregaun består i huvudsak av gräsmarker.